# Cúp quốc gia Scotland 1965–66
 Cúp quốc gia Scotland 1965–66 là mùa giải thứ 81 của giải đấu bóng đá loại trực tiếp uy tín nhất Scotland. Chức vô địch thuộc về Rangers khi đánh bại Celtic in the đấu lại Chung kết.

## Vòng sơ loại 1
| Đội nhà         | Tỉ số | Đội khách            |
| --------------- | ----- | -------------------- |
| Berwick Rangers | 1 – 0 | Stenhousemuir        |
| Dumbarton       | 2 – 2 | Peebles Rovers       |
| Forfar Athletic | 1 – 1 | Brechin City         |
| Gala Fairydean  | 6 – 1 | Selkirk              |
| Raith Rovers    | 1 – 0 | Inverness Caledonian |

### Đấu lại
| Đội nhà        | Tỉ số | Đội khách       |
| -------------- | ----- | --------------- |
| Brechin City   | 1 – 3 | Forfar Athletic |
| Peebles Rovers | 2 – 3 | Dumbarton       |

## Vòng sơ loại 2
| Đội nhà            | Tỉ số | Đội khách       |
| ------------------ | ----- | --------------- |
| Arbroath           | 2 – 2 | Cowdenbeath     |
| Ayr United         | 1 – 0 | Fraserburgh     |
| Berwick Rangers    | 0 – 0 | Albion Rovers   |
| East Fife          | 1 – 0 | Elgin City      |
| Gala Fairydean     | 4 – 5 | Montrose        |
| Glasgow University | 1 – 2 | Dumbarton       |
| Raith Rovers       | 0 – 1 | Alloa Athletic  |
| Ross County        | 4 – 3 | Forfar Athletic |

### Đấu lại
| Đội nhà       | Tỉ số | Đội khách       |
| ------------- | ----- | --------------- |
| Albion Rovers | 3 – 0 | Berwick Rangers |
| Cowdenbeath   | 1 – 1 | Arbroath        |

#### Đấu lại lần 2
| Đội nhà  | Tỉ số | Đội khách   |
| -------- | ----- | ----------- |
| Arbroath | 2 – 3 | Cowdenbeath |

## Vòng Một
| Đội nhà              | Tỉ số | Đội khách       |
| -------------------- | ----- | --------------- |
| Alloa Athletic       | 3 – 5 | Ross County     |
| Falkirk              | 1 – 2 | Dundee United   |
| Cowdenbeath          | 1 – 0 | St Mirren       |
| Dumbarton            | 2 – 1 | Montrose        |
| Dundee               | 9-1   | East Fife       |
| East Stirlingshire   | 0 – 0 | Motherwell      |
| Hearts               | 2 – 1 | Clyde           |
| Dundee United        | 0 – 0 | Falkirk         |
| Ayr United           | 1 – 1 | St Johnstone    |
| Celtic               | 4 – 0 | Stranraer       |
| Dunfermline Athletic | 3 – 1 | Partick Thistle |
| Hamilton Academical  | 1 – 3 | Aberdeen        |
| Hibernian            | 4 – 3 | Third Lanark    |
| Greenock Morton      | 1 – 1 | Kilmarnock      |
| Queen of the South   | 3 – 0 | Albion Rovers   |
| Rangers              | 5 – 1 | Airdrieonians   |
| Stirling Albion      | 3 – 1 | Queen’s Park    |

### Đấu lại
| Đội nhà      | Tỉ số | Đội khách          |
| ------------ | ----- | ------------------ |
| Motherwell   | 4 – 1 | East Stirlingshire |
| St Johnstone | 1 – 0 | Ayr United         |
| Kilmarnock   | 3 – 0 | Greenock Morton    |

## Vòng Hai
| Đội nhà         | Tỉ số | Đội khách            |
| --------------- | ----- | -------------------- |
| Cowdenbeath     | 3 – 3 | St Johnstone         |
| Ross County     | 0 – 2 | Rangers              |
| Aberdeen        | 5 – 0 | Dundee United        |
| Dumbarton       | 1 – 0 | Queen of the South   |
| Dundee          | 0 – 2 | Celtic               |
| Stirling Albion | 0 – 0 | Dunfermline Athletic |
| Hearts          | 2 – 1 | Hibernian            |
| Kilmarnock      | 5 – 0 | Motherwell           |

### Đấu lại
| Đội nhà              | Tỉ số | Đội khách       |
| -------------------- | ----- | --------------- |
| St Johnstone         | 3 – 0 | Cowdenbeath     |
| Dunfermline Athletic | 4 – 1 | Stirling Albion |

## Tứ kết
| Đội nhà              | Tỉ số | Đội khách    |
| -------------------- | ----- | ------------ |
| Dumbarton            | 0 – 3 | Aberdeen     |
| Dunfermline Athletic | 2 – 1 | Kilmarnock   |
| Hearts               | 3 – 3 | Celtic       |
| Rangers              | 1 – 0 | St Johnstone |

### Đấu lại
| Đội nhà | Tỉ số | Đội khách |
| ------- | ----- | --------- |
| Celtic  | 3 – 1 | Hearts    |

## Bán kết
| Aberdeen | 0 – 0 | Rangers |
| -------- | ----- | ------- |
|          |       |         |

| Celtic | 2 – 0 | Dunfermline Athletic |
| ------ | ----- | -------------------- |
|        |       |                      |

### Đấu lại
| Aberdeen          | 1 – 2 | Rangers                        |
| ----------------- | ----- | ------------------------------ |
| Harry Melrose 38' |       | Forrest 8' · George McLean 80' |

## Chung kết
| Rangers | 0 – 0 | Celtic |
| ------- | ----- | ------ |
|         |       |        |

### Đội bóng
| RANGERS:               |  |                  |
|                        |  |                  |
| GK                     |  | Billy Ritchie    |
| RB                     |  | Kai Johansen     |
| LB                     |  | David Provan     |
| RH                     |  | John Greig       |
| CH                     |  | Ronnie McKinnon  |
| LH                     |  | Bobby Watson     |
| RW                     |  | Willie Henderson |
| IR                     |  | Jimmy Millar     |
| CF                     |  | Jim Forrest      |
| IL                     |  | Willie Johnston  |
| LW                     |  | Davie Wilson     |
| ’‘‘Huấn luyện viên:’’’ |  |                  |
| Scot Symon             |  |                  |

| CELTIC:                |  |                   |
|                        |  |                   |
| GK                     |  | Ronnie Simpson    |
| RB                     |  | Ian Young         |
| LB                     |  | Tommy Gemmell     |
| RH                     |  | Bobby Murdoch     |
| CH                     |  | Billy McNeill     |
| LH                     |  | John Clark        |
| RW                     |  | Jimmy Johnstone   |
| IR                     |  | Joe McBride       |
| CF                     |  | Stevie Chalmers   |
| IL                     |  | Charlie Gallagher |
| LW                     |  | John Hughes       |
| ’‘‘Huấn luyện viên:’’’ |  |                   |
| Jock Stein             |  |                   |

### Đấu lại
| Rangers      | 1 – 0 | Celtic |
| ------------ | ----- | ------ |
| Kai Johansen |       |        |

#### Đội bóng
| RANGERS:               |  |                  |
|                        |  |                  |
| GK                     |  | Billy Ritchie    |
| RB                     |  | Kai Johansen     |
| LB                     |  | David Provan     |
| RH                     |  | John Greig       |
| CH                     |  | Ronnie McKinnon  |
| LH                     |  | Bobby Watson     |
| RW                     |  | Willie Henderson |
| IR                     |  | George McLean    |
| CF                     |  | Jimmy Millar     |
| IL                     |  | Willie Johnston  |
| LW                     |  | Davie Wilson     |
| ’‘‘Huấn luyện viên:’’’ |  |                  |
| Scot Symon             |  |                  |

| CELTIC:                |  |                 |
|                        |  |                 |
| GK                     |  | Ronnie Simpson  |
| RB                     |  | Jim Craig       |
| LB                     |  | Tommy Gemmell   |
| RH                     |  | Bobby Murdoch   |
| CH                     |  | Billy McNeill   |
| LH                     |  | John Clark      |
| RW                     |  | Jimmy Johnstone |
| IR                     |  | Joe McBride     |
| CF                     |  | Stevie Chalmers |
| IL                     |  | Bertie Auld     |
| LW                     |  | John Hughes     |
| ’‘‘Huấn luyện viên:’’’ |  |                 |
| Jock Stein             |  |                 |